# Allactodipus bobrinskii
Allactodipus bobrinskii е вид бозайник от семейство Тушканчикови (Dipodidae). Видът е незастрашен от изчезване.

## Разпространение
Разпространен е в Туркменистан и Узбекистан.